# Alfonso Sánchez Tinoco
Alfonso Sánchez Tinoco (* 28. Juni 1918 in Tanhuato, Michoacán; † 19. Oktober 1970) war ein mexikanischer Geistlicher und römisch-katholischer Bischof von Papantla.

## Leben
Alfonso Sánchez Tinoco empfing am 19. Dezember 1942 das Sakrament der Priesterweihe.
Am 6. Februar 1959 ernannte ihn Papst Johannes XXIII. zum Bischof von Papantla. Der Erzbischof von Morelia, Luis María Altamirano y Bulnes, spendete ihm am 22. März desselben Jahres die Bischofsweihe; Mitkonsekratoren waren der Bischof von San Luis Potosí, Luis Cabrera Cruz, und der Bischof von León, Manuel Martín del Campo Padilla.
Als die Kommission zur Ingangsetzung der Vorbereitung des Zweiten Vatikanischen Konzils (Commissio antepraeparatoria) am 18. Juni 1959 alle Bischöfe einlud, Vorschläge für die beim Konzil anzugehenden Themen einzureichen, votierte er unter anderem für ein marianisches Dogma, das Maria als Mittlerin der Gnaden definiert. Er nahm am Zweiten Vatikanischen Konzil teil.